# Esarcato patriarcale di Damasco
L'esarcato patriarcale di Damasco è una sede della Chiesa armeno-cattolica immediatamente soggetta al patriarcato di Cilicia degli Armeni. Nel 2022 contava 4.500 battezzati. È retto dall'esarca Joseph Arnaouti, I.C.P.B.

## Territorio
L'esarcato patriarcale estende la sua giurisdizione sui fedeli di rito armeno-cattolico della città e dei dintorni di Damasco in Siria, dove si trova l'unica parrocchia, dedicata a Santa Maria Regina dell'Universo.

## Storia
Una comunità armeno-cattolica è presente a Damasco dal 1763.
L'esarcato fu eretto il 6 novembre 1984.

## Cronotassi dei vescovi
Si omettono i periodi di sede vacante non superiori ai 2 anni o non storicamente accertati.
- Kevork Tayroyan (1984 - 1997 ritirato)
- Joseph Arnaouti, I.C.P.B., dal 1997

## Statistiche
L'esarcato patriarcale nel 2022 contava 4.500 battezzati.
| anno | popolazione | popolazione | popolazione | presbiteri | presbiteri | presbiteri | presbiteri                | diaconi | religiosi | religiosi | parrocchie |
| anno | battezzati  | totale      | %           | numero     | secolari   | regolari   | battezzati per presbitero | diaconi | uomini    | donne     | parrocchie |
| ---- | ----------- | ----------- | ----------- | ---------- | ---------- | ---------- | ------------------------- | ------- | --------- | --------- | ---------- |
| 1998 | 4.000       |             |             | 1          | 1          |            | 4.000                     |         |           | 2         | 1          |
| 2005 | 4.500       |             |             | 1          |            | 1          | 4.500                     |         | 1         | 3         | 1          |
| 2010 | 4.500       |             |             | 1          |            | 1          | 4.500                     |         | 1         | 2         | 1          |
| 2011 | 4.500       |             |             | 1          |            | 1          | 4.500                     |         | 1         | 2         | 1          |
| 2012 | 4.500       |             |             | 1          |            | 1          | 4.500                     |         | 1         | 2         | 1          |
| 2014 | 4.500       |             |             | 1          |            | 1          | 4.500                     |         | 1         | 2         | 1          |
| 2015 | 4.500       |             |             | 1          |            | 1          | 4.500                     |         | 1         | 3         | 1          |
| 2018 | 4.500       |             |             | 1          |            | 1          | 4.500                     |         | 1         | 3         | 1          |
| 2020 | 4.500       |             |             | 1          |            | 1          | 4.500                     |         | 3         |           | 1          |
| 2022 | 4.500       |             |             | 1          |            | 1          | 4.500                     |         | 1         |           | 1          |